# 多花附地菜
多花附地菜（学名：Trigonotis floribunda）为紫草科附地菜属的植物，是中国的特有植物。分布在中国大陆的四川等地，生长于海拔600米至1,400米的地区，多生长在草地、山地灌丛、林缘或溪谷潮湿处，目前尚未由人工引种栽培。